# 173002 Dorfi
173002 Dorfi este un asteroid din centura principală de asteroizi.

## Descriere
173002 Dorfi este un asteroid din centura principală de asteroizi. A fost descoperit pe 17 iulie 2006 la Altschwendt de Wolfgang Ries. Asteroidul prezintă o orbită caracterizată de o semiaxă mare de 2,55 ua, o excentricitate de 0,14 și o înclinație de 2,8° în raport cu ecliptica.